# Johann Friedrich Vulpius
Johann Friedrich Vulpius (* 12. November 1725 in Weimar; † 29. März 1786 in Weimar) war ein Amtsarchivar und Registrator sowie der Vater von Christian August Vulpius und Christiane Vulpius.

## Leben
Johann Friedrich Vulpius’ Vater Johann Friedrich Vulpius sen. (1695–1752) war Advokat in Weimar. Sein Großvater war väterlicherseits Johann Friedrich Vulpius (1644–1715), und der Urgroßvater war väterlicherseits Johann Heinrich Vulpius (1599–1663). 1746 begann er in Jena ein Jurastudium, das er aber aus finanziellen Gründen bereits 1748 abbrechen musste. Er trat eine schlecht dotierte Stelle als Amtsarchivar und Registrator in der herzoglichen Bibliothek an. Ihm wurden Unkorrektheiten unter anderen durch Goethe nachgewiesen, was seine Entlassung zur Folge hatte; er musste im März 1782 sogar ins Gefängnis. Die Anklage wurde schließlich fallengelassen, nicht zuletzt wegen der beharrlichen Eingaben an die herzogliche Verwaltung seitens seiner Tochter Christiane und des Sohnes Christian August. Johann Friedrich Vulpius wurde mit Rücksicht auf sein Alter wieder in den Staatsdienst aufgenommen, jedoch auf einen untergeordneten Posten in der Wegeverwaltung, deren Direktor Goethe war. Das geringe Gehalt reichte wieder nicht für den Unterhalt der Familie aus, was seine Tochter Christiane bewog, sich eine Stellung zu suchen. Diese erhielt sie in der auf die Fabrikation von künstlichen Blumen spezialisierte Manufaktur von Caroline Bertuch als Putzmacherin.
Zwei seiner Kinder erlangten größere Bedeutung. Das waren Christian August, der sich als Schriftsteller einen Namen machte, insbesondere mit seinem Roman Rinaldo Rinaldini, der Räuberhauptmann, und Christiane, die spätere Christiane von Goethe.